# Bryum hymenophylloides
Bryum hymenophylloides là một loài rêu trong họ Bryaceae. Loài này được Huebener Hartm. mô tả khoa học đầu tiên năm 1838.